# Севриков, Иван Тимофеевич
Ива́н Тимофе́евич Се́вриков (1917—1997) — советский офицер, Герой Советского Союза (22.02.1944), участник Великой Отечественной войны, командир роты 276-го гвардейского стрелкового полка 92-й гвардейской стрелковой дивизии 37-й армии Степного фронта, гвардии лейтенант. Капитан запаса с 1945 года.

## Биография
Родился 2 (15) марта 1917 года в деревне Суглица ныне Ельнинского района Смоленской области в семье крестьянина. Русский. С 1918 года жил в городе Алейске Алтайского края. Здесь окончил 4 класса. Два года работал в колхозе. В 1936 году окончил курсы механизаторов. Был бригадиром тракторной бригады.
В 1938 году был призван в ряды Красной армии. Служил на Дальнем Востоке. В 1941 году был демобилизован. Вернулся на Алтай, работал заведующим машинно-тракторной мастерской. В июне 1941 года был вновь призван в армию. На фронте — с августа того же года. Сражался на Западном и Калининском фронтах. Был тяжело ранен.
В 1942 году, после госпиталя, окончил курсы младших лейтенантов, был назначен командиром стрелкового взвода. В том же году вступил в ВКП(б). В 1943 году окончил курсы «Выстрел». Особо отличился в боях за освобождение Украины, при форсировании реки Днепр.
В ночь на 30 сентября 1943 года гвардии лейтенант Севриков со своей ротой форсировал на лодках реку Днепр у села Успенка (Онуфриевский район Кировоградской области), захватил плацдарм, успешно отражал контратаки пехоты и танков противника. Был ранен, но не покинул поле боя. В этом бою бойцами его роты было уничтожено свыше двух рот противника. Своими действиями обеспечил переправу основных подразделений полка.
Командир роты и ещё три воина были представлены к присвоению звания Героя Советского Союза, а 35 гвардейцев награждены орденами.
Указом Президиума Верховного Совета СССР «О присвоении звания Героя Советского Союза генералам, офицерскому, сержантскому и рядовому составу Красной Армии» от 22 февраля 1944 года за «образцовое выполнение боевых заданий командования при форсировании реки Днепр, развитие боевых успехов на правом берегу реки и проявленные при этом отвагу и геройство» гвардии лейтенанту Севрикову Ивану Тимофеевичу присвоено звание Героя Советского Союза с вручением ордена Ленина и медали «Золотая Звезда» (№ 3151).
С 1945 года капитан Севриков — в запасе. Вернулся на Алтай. Работал управляющим отделения совхоза в Алейском районе Алтайского края. За самоотверженный труд по освоению целинных и залежных земель был награждён орденом «Знак Почёта». Последние годы жил в городе Алейске. Скончался 27 мая 1997 года.

## Награды
- Медаль «Золотая Звезда» Героя Советского Союза (№ 3151);
- орден Ленина;
- орден Богдана Хмельницкого III степени;
- орден Отечественной войны I степени;
- орден Красной Звезды;
- орден «Знак Почёта»;
- медали, в том числе:
  - медаль «За победу над Германией в Великой Отечественной войне 1941—1945 гг.»;
  - юбилейная медаль «Двадцать лет Победы в Великой Отечественной войне 1941—1945 гг.»;
  - юбилейная медаль «Тридцать лет Победы в Великой Отечественной войне 1941—1945 гг.»;
  - юбилейная медаль «Сорок лет Победы в Великой Отечественной войне 1941—1945 гг.».

## Память
- Имя Героя увековечено на Мемориале Славы в городе Барнауле.
- В городе Алейске его именем назван переулок.